# Nemanja Nedović
Nemanja Nedović, en Serbio:Немања Недовић (nacido el 16 de junio de 1991 en Nova Varoš, Serbia) es un jugador de baloncesto serbio  que pertenece a la plantilla del Estrella Roja de la ABA League.

## Carrera profesional
Nedović comenzó a entrenar en Italia a baloncesto a la edad de 11 años. Vivió allí porque su padre estaba jugando balonmano profesional a nivel local con el Ascoli Cannoli. En 2005 llegó al Estrella Roja de Belgrado,donde tuvo gran éxito en la competición juvenil, en 2008, cuando fue campeón con el equipo junior del Estrella Roja. Después jugó en el primer equipo del Estrella Roja donde jugaría por 4 años. Luego se trasladaría al Lietuvos Rytas Vilnius para la temporada de 2012-13. El 27 de junio de 2013, fue seleccionado en la elección 30 del Draft de la NBA de este mismo año. Luego los Warriors hicieron un contrato por aproximadamente 4 millones de Dólares, por cuatro temporadas. El 11 de noviembre de 2014, fue despedido por los Warriors.
Finalmente ficha por Valencia Basket el 14 de noviembre de 2014, donde no renovaron su contrato.
Unicaja de Málaga le fichó en julio de 2015, donde ha jugado su primera temporada.
El 30 de mayo de 2016 amplió su contrato por dos años más, ya que ha terminó de explotar, y fue pretendido por muchos equipos europeos 
El 4 de mayo de 2017 el club ofreció Nemanja la cantidad de 800.000 euros netos para que se quedase en la plantilla malagueña. Los grandes clubes de Europa, como el CSKA de Moscú, se interesaron por el escolta serbio, lo que provocó que Unicaja de Málaga pusiera en la mesa una oferta que Nedović no podría rechazar. Actualmente el contrato del jugador es de 1.1 millón de euros brutos por temporada para 2 años, convirtiéndose así en el jugador mejor pagado de la historia del club; cobrando 850.000 euros la primera temporada y 910.000 euros la segunda.

### Selección nacional
Nedović disputó tres ediciones del Campeonato Europeo de Baloncesto Masculino Sub-20: 2009, 2010 y 2011.
Con el combinado absoluto serbio participó del Torneo Preolímpico FIBA 2016 y de los Juegos Olímpicos de Río de Janeiro 2016. Asimismo también disputó tres ediciones del Eurobasket: 2013, 2015 y 2022.

## Palmarés
- Subcampeón olímpico con la selección de Serbia (2016)
- Campeón de la Eurocup con Club Baloncesto Málaga (2017)
- Segundo mejor quinteto de la Liga ACB (2017)

## Estadísticas

### Euroliga
| Año     | Equipo            | PJ | MPP  | %T2  | %T3  | %TL  | RPP | APP | ROB | TPP | PPP  |
| ------- | ----------------- | -- | ---- | ---- | ---- | ---- | --- | --- | --- | --- | ---- |
| 2012-13 | Lietuvos Rytas    | 10 | 23.3 | .381 | .343 | .70  | 2.5 | 2.1 | 0.8 | 0.2 | 9.8  |
| 2014-15 | Valencia Basket   | 5  | 19.4 | .409 | .400 | .100 | 1.0 | 3.6 | 1.4 | 0.2 | 8.0  |
| 2015-16 | Unicaja de Málaga | 23 | 15.1 | .529 | .279 | .750 | 0.7 | 1.9 | 0.3 | 0.1 | 7.4  |
| 2017-18 | Unicaja de Málaga | 24 | 25.1 | .497 | .358 | .845 | 1.9 | 4.7 | 0.5 | 0.0 | 16.8 |
| 2018-19 | Olimpia Milano    | 15 | 23.2 | .517 | .414 | .806 | 2.4 | 2.6 | 0.8 | 0.1 | 11.5 |
| 2019-20 | Olimpia Milano    | 17 | 16.5 | .425 | .343 | .829 | 1.2 | 1.7 | 0.2 | 0.0 | 7.9  |
| Total   | Total             | 94 | 20.3 | .476 | .349 | .813 | 1.6 | 2.8 | 0.6 | 0.1 | 10.8 |

### NBA

#### Temporada regular
| Año     | Equipo       | PJ | PT | MPP | %TC  | %3P  | %TL  | RPP | APP | ROB | TPP | PPP |
| ------- | ------------ | -- | -- | --- | ---- | ---- | ---- | --- | --- | --- | --- | --- |
| 2013-14 | Golden State | 24 | 0  | 5.9 | .205 | .167 | .875 | .6  | .5  | .0  | .0  | 1.1 |
| Total   | Total        | 24 | 0  | 5.9 | .205 | .167 | .875 | .6  | .5  | .0  | .0  | 1.1 |